# Andrée Lumière
Pour les articles homonymes, voir Lumière.
Andrée Lumière (22 juin 1894 à Lyon-26 novembre 1918 à Lyon) est une actrice française, surtout connue pour son rôle dans Le Repas de bébé (1895).

## Jeunesse
Andrée Lumière, née Joséphine Léocadie Andrée Lumière, le 22 juin 1894 à Lyon, est la fille d' Auguste Lumière (1862-1954), inventeur du cinématographe et auteur de publications sur la chimie et la biologie. Sa mère, Marguerite Winckler (1874-1963), pratiquait le piano et l'orgue. Son frère Henri Lumière (1897-1971), sera aviateur, industriel et résistant.

## Carrière
En 1895, à l'âge de un an, Andrée apparaît dans le court métrage muet Le Repas de bébé. Elle est peut-être l'actrice du court métrage muet Querelle enfantine de 1896. Elle est souvent filmée avec sa cousine Suzanne Lumière.
Pendant quelques années, elle a également aidé son père dans ses recherches en biologie.

## Décès
Le 26 novembre 1918, Andrée Lumière décède à Lyon, des suites de la grippe espagnole à l'âge de 24 ans.

## Filmographie
Andrée Lumière figure dans les films suivants :
- Repas de bébé (1895)[3]
- La Pêche aux poissons rouges (1895)[4]
- Querelle enfantine[5] (1896)
- Retour d'une promenade en mer (1896) [6]
- Enfants aux jouets (1896)[7]
- Ronde enfantine (1897)[8]

## Postérité
Andrée Lumière apparaît dans le documentaire de Thierry Frémaux réalisé en 2017 Lumière ! L'aventure commence.